# DNA-3-メチルアデニングリコシラーゼI
DNA-3-メチルアデニングリコシラーゼI(DNA-3-methyladenine glycosylase I、EC 3.2.2.20)は、アルキル化DNAを加水分解し、3-メチルアデニンを遊離させる化学反応を触媒する酵素である。
系統名は、アルキル化-DNA グリコヒドロラーゼ（メチルアデニン及びメチルグアニン遊離）(alkylated-DNA glycohydrolase (releasing methyladenine and methylguanine))である。